# Parau na te varua ino
Parau na te  varaua ino (en français : Paroles du diable / en anglais : Words of the devil ) est une toile du peintre français Paul Gauguin réalisée en 1892 à Tahiti. Elle est exposée au musée The National Gallery of Art à Washington DC.

## L'auteur
Paul Gauguin est un peintre français postimpressionniste né le 7 juin 1848 à Paris et mort le 8 mai 1903 aux Îles Marquises. Il est considéré comme l'un des précurseurs de l'art moderne et comme l'un des peintres les plus célèbres du XIXe siècle.
Après plusieurs années de vie en France et en Amérique en tant que peintre, Gauguin part vivre à Tahiti en 1891 pour fuir la civilisation occidentale. Il est alors chargé d'étudier les coutumes et les paysages de cette région. Il y rencontre Teha'amana (appelée aussi Tehura), jeune fille native de Rarotonga dans les îles Cook, à l'ouest de la Polynésie française, qui deviendra rapidement son modèle et sa compagne. Il restera d'abord à Tahiti, rentrera quelque temps en Europe en 1893, puis finira sa vie dans les Iles Marquises, où il mourra le 8 mai 1903. C'est lors de ce voyage à Tahiti qu'il peint Parau na te varaua ino.[réf. nécessaire]

## Description
Ce tableau est divisé en deux parties horizontalement : il est en effet coupé en deux par un arbre, ce même arbre que l'on retrouve dans son œuvre Fatata te Miti. La partie haute du tableau est dans des tons verts/noirs et la partie basse est dans des tons rosés.
On peut voir au premier plan sur la droite une jeune femme tahitienne, nue, qui cache son sexe de la main gauche et qui cache son sein droit de la main droite. Son regard est tourné vers un homme masqué, au second plan à gauche du tableau, agenouillé. 
Au troisième plan à gauche, un arbre annonçant la forêt tropicale, dont l'on aperçoit des bribes en arrière plan. 

## Analyse et signification
La signification du titre Parau na te Varua ino n'est pas claire. La phrase varua ino , "esprit maléfique" ou "diable", se réfère à la figure à genoux masquée et parau signifie des mots, suggérant l'interprétation "Words of the Devil". La signification de nombreuses peintures Tahitiennes de Gauguin reste insaisissable.
Ce tableau illustre l'intérêt de l'artiste pour la culture tahitienne traditionnelle et en particulier les croyances spirituelles des personnes qu'il a rencontrées sur l'ile. Ici, un démon malveillant est représenté derrière une jeune tahitienne qui semble paralysée par la peur.
Gauguin utilise des couleurs tropicales intenses pour transmettre le plaisir sensuel. Les couleurs tropicales représentées ici sont vives, ce qui accentue le plaisir sensuel du tableau. Les teintes rouge et rose vives indiquent le sol et contrastent avec les teintes verte et noire qui représentent la profondeur de la forêt tropicale.
La pose de la femme tahitienne nue et debout suggère la statue médiévale de l'Eve biblique dans le jardin d’Éden et de façon plus éloignée la Vénus de Médicis, qui est une sculpture classique. Le peintre met en valeur le corps des Tahitiennes qu'il voit comme très différent de celui des européennes. Par sa façon de peindre, il souhaite s'éloigner des normes de beauté du classicisme. La jeune femme tente de cacher ses parties intimes alors qu'elle se rend compte de la présence d'un homme derrière elle. On peut associer à cette femme les thèmes de l'innocence, du mal, du jugement, du péché et de la vulnérabilité humaine. La représentation de cette femme par Gauguin contraste largement avec la conception humaniste de Dürer du corps d'Éve et de sa représentation occidentale plus traditionnelle dans sa gravure Adam et Ève.
La posture de l'homme agenouillé rappelle l'esprit des morts que l'on retrouve dans le tableau de Gauguin Manao Tupapau. C'est un esprit malveillant qui se matérialise à travers une forme humanoïde étrange et effrayante. La forme que prend le démon sort de l'imaginaire de Gauguin. 
L'artiste fait ici référence au péché originel, à la perte de la virginité et aux normes de beauté occidentales en mettant en avant une esthétique primitive non-européenne.